# Tania Libertad
Tania Libertad de Souza Zúñiga (Zaña, Perú; 24 de octubre de 1952), conocida como Tania Libertad, es una cantante peruana nacionalizada mexicana que reside en la Ciudad de México. Es integrante de la World Music y ganadora del Grammy Latino a la Excelencia Musical. Con 60 años de trayectoria, 50 producciones discográficas y más de 12 millones de copias vendidas a nivel mundial, se le considera una de las mejores cantantes latinoamericanas. Su arte ha sido aplaudido en las mejores salas de conciertos, tales como el Palacio de Bellas Artes, en México; el Sydney Opera House, en Australia; el Olympia de París, el Queen Elizabeth Hall de Londres, el Lincoln Center y el Carnegie Hall de Nueva York; el Palacio de la Zarzuela, en España; el Hollywood Bowl de Los Ángeles, y en los más importantes festivales del continente americano, de Europa, África y Oceanía.
Ha sido acreedora de innumerables premios y reconocimientos, entre los que destacan: Artista de la UNESCO por la paz y Embajadora Iberoamericana de la Cultura. También, ha sido condecorada en el grado de “Comendadora” por el gobierno peruano, con la Orden de Río Blanco por el gobierno de Brasil, y en el 2010 fue nombrada "Huésped De Honor" de la ciudad de Buenos Aires. Es reconocida por su forma de voz, un estilo muy agudo que le ha permitido incursiones en géneros tan difíciles como la ópera y otros. A lo largo de su carrera, Tania Libertad ha compartido su talento con otras grandes figuras como Mercedes Sosa, Eva Ayllón, Joan Manuel Serrat, Silvio Rodríguez, Pablo Milanés, Alberto Cortez, Guadalupe Pineda, León Gieco, el grupo chileno Inti Illimani, entre otros.

## Biografía

### Inicios en Perú
Sus primeras interpretaciones las realizó a la temprana edad de cinco años, mientras quedaba al cuidado de sus hermanos mayores, pues la madre trabajaba largas jornadas desde las 7:00 a. m. hasta las 9:00 p m.. En 1959 con apenas siete años de edad comienza su carrera artística cantando en concursos de radio. En 1967, siendo una adolescente, se traslada a Lima, la capital del Perú, luego de ganar en Radio Chiclayo numerosos premios, y su padre
se convierte en su representante, así comienza a cantar en clubes nocturnos. Pronto Tania tendría un contrato con RCA Víctor y su primer éxito nacional en Perú, La Contamanina. Siendo niña aún ya cantaba en televisión y posteriormente se convierte en la conductora del programa televisivo “Danzas y Canciones del Perú”, muy popular por aquella época. Conducción que realiza durante cinco años y que le permite conocer más a fondo su país y el folklore
nacional, para luego tener su propio espacio llamado “Tania Presenta”.
Después de diez grabaciones exitosas, el padre de Libertad decidió que acabara su carrera y no quería que ella estudiara después de los estudios de secundaria, los que realizó en el colegio de La Inmaculada. Tania siguió su carrera
musical y convenció a su padre que le permitiera estudiar Ingeniería Pesquera en la Universidad Nacional Técnica del Callao. El padre accedió con la
condición que estudiara la misma carrera que su hermano, aunque Tania no ejerció la carrera nunca se arrepintió de
haber realizado estudios universitarios. Su estancia en la universidad le permitió codearse con personas relacionadas con el arte y la política.

### Éxito en México y carrera internacional
Después de ganar varios festivales, de obtener importantes reconocimientos, tanto por trayectoria, como por venta de
discos y de haberse presentado en los más prestigiosos escenarios de su país viaja a México, donde radica desde 1980, y decide empezar, desde abajo, una nueva experiencia artística que la llevaría a alejarse de los medios masivos de comunicación y a cantar durante seis años en escuelas preparatorias, universidades, cárceles, hospitales, casas de cultura y plazas públicas de toda la república mexicana, labor que la convierte en una de las artistas más queridas y reconocidas también en este país, desde el cual construyó la plataforma de su internacionalización.
En 1985, Tania Libertad graba su primer disco de Boleros bajo el sello Polygram para la cual fue firmada
como artista exclusiva obteniendo un rotundo éxito y alcanzando certificación de Platino por más de 400 000 copias vendidas solo en México. Debido a tan altas ventas, la disquera le solicitó grabar un segundo álbum de boleros el cual fue titulado "Nuevamente Boleros", lanzado al mercado el año siguiente.
A estos álbumes le siguieron "Me Voy Pa' La Pachanga", disco tropical grabado con la orquesta del maestro mexicano Irving Lara, el disco "Trovadicción" en 1987, luego regresó a los boleros en 1988 con la producción "Mucho Corazón" y en 1989 lanza el emblemático álbum "Alfonsina Y El Mar", otro de sus discos más vendidos.
En 2001, acepta el reto de grabar el disco "Arias de ópera... Y, por qué no?", que ha resultado ser otro de sus más grandes éxitos, alcanzando certificación de Platino por más de 300 000 copias vendidas en México. El reconocimiento le fue entregado por parte del ingeniero Carlos Slim, quien también fue productor del disco, y el expresidente del Gobierno español Felipe González. Este álbum a nivel internacional superó el millón de copias vendidas.
Para 2003, Tania Libertad lanza al mercado el disco "Alfonsina y el Mar XX Años" para celebrar el aniversario
de sus 20 años de vivir en el país, en el mismo reinterpreta sus más grandes éxitos y clásicos de la trova o nueva canción, con este material recibió un disco de oro por vender más de 50.000 copias en las primeras semanas y poco después uno de Platino por pasar las 90 000 copias vendidas en México.
En 2003, vuelve a obtener un enorme éxito con su álbum "Alfonsina y el mar XX Años", recibiendo también disco de platino por más de 100 000 copias vendidas en México por parte de Sanborns y Mixup, quienes distribuyeron el material. Este disco fue lanzado con gran éxito en 25 países de Europa y África incluyendo España, Holanda, Francia, Bélgica, Alemania, Austria, Marruecos, Senegal y Angola. Y sucesivamente, en el resto de Latinoamérica.
Tania Libertad ha recorrido con su música todo el mundo y ha cantado en países como Francia, Italia, España, Portugal, Bélgica, Alemania, Suiza, Holanda, Inglaterra, Marruecos, Angola, Senegal, Estados Unidos, Ecuador, Puerto Rico, Venezuela, República Dominicana, Honduras, Uruguay, Colombia, Costa Rica, Guatemala, Panamá, El Salvador, Argentina, Brasil y México. Tania es considerada una de las mejores cantantes latinoamericanas y con
algunas de sus grabaciones se ha colocado entre lo más notable de la llamada World Music. Su versatilidad y ansias
de libertad no han permitido ser encasillada en un género musical determinado.

### "50 Años de Libertad"
En 2012, Tania Libertad celebró sus 50 años de vida artística con dos conciertos completamente agotados en el prestigioso Palacio de Bellas Artes en la Ciudad de México. La cantante realizó un recorrido por sus más grandes éxitos acompañada de la Filarmónica de Acapulco y el maestro Armando Manzanero como invitado especial. También contó con la presencia de importantes asistentes como el entonces presidente de México, Felipe Calderón, y su esposa, Margarita Zavala, el empresario Carlos Slim, el escritor Gabriel García Márquez, la titular del Conaculta, Consuelo Sáizar y la
actriz Silvia Pinal, entre otras destacadas personalidades.
En junio, su disquera Sony Music lanza el álbum "Tania, 50 años de Libertad", que reúne en dos discos compactos y un DVD, 34 canciones interpretadas en los dos conciertos de gala celebrados el mismo año en el Palacio de Bellas Artes.
El 5 de octubre, Tania presentó el mismo show en el Auditorio Nacional de México nuevamente acompañada por la Filarmónica de Acapulco como parte de su celebración y promoción de su nuevo álbum. A este concierto asistieron miles de sus seguidores que llenaron el Coloso de la Reforma, resultando así en un éxito más para
la gran artista.
Luego de culminar sus festejos en México, Tania realizó una gira internacional llevando el espectáculo a países como su natal Perú, Estados Unidos, Costa Rica, Guatemala, Colombia y terminando en Francia en un concierto en la sede principal de la UNESCO.

### "Desarmando a Tania"
En febrero de 2014, Tania publica su tercer y último álbum junto a Armando Manzanero titulado Desarmando a Tania, lanzado por Sony Music. Incluye interpretaciones a dueto de varios temas, otros en solitario o mediante la combinación de momentos donde sólo aparece la voz de alguno de los dos en una estrofa, Manzanero y Libertad juegan con sus voces, con la personalidad que tiene cada uno y con las frases que le van mejor a cada quien. Este proyecto cierra la famosa trilogía de álbumes grabados anteriormente por los dos artistas, titulados Armando la Libertad y La Libertad de Manzanero.

### Disco de oro conPor Ti y Por Mí
Para mayo de 2015, Tania Libertad lanza al mercado su álbum "Por Ti y Por Mí",con el cual regresa a sus orígenes interpretando grandes temas del cancionero mexicano y peruano, acompañada por tres guitarras y coros, incluye temas como Noches de Boda. Paloma Negra, Fallaste Corazón, Nube Viajera, Urge, entre otros. El álbum se acompaña de un DVD con videos de todas las canciones. Fue grabado en un restaurante argentino de la Ciudad de México que tiene cava, barras, billar y un ambiente muy apropiado para tomarse un trago con la intérprete. Este material alcanza en pocas semanas el Disco de oro por las más de 30.000 copias vendidas en México. Con el cual la artista recorre toda la república mexicana, culminando con una presentación en el Teatro Metropolitan, logrando un lleno total con este álbum.

### Primera Filajunto a Guadalupe Pineda y Eugenia León
En junio del mismo año, se graba para CD y DVD en los legendarios Estudios Churubusco de la Ciudad de México, este proyecto de Sony Music, reuniendo por primera vez en una grabación a las tres mejores exponentes del folklore latinoamericano de su generación, titulado "Las Tres Grandes" en el formato de Primera Fila, dónde las artistas interpretaron varios de sus grandes éxitos, más nuevas canciones en su voz, en solo, dúo y trío. Contaron con invitadas especiales como Paquita la del Barrio, Lila Downs, Ely Guerra, y María León. Este importante proyecto sale al mercado a finales de 2015 con gran impacto internacional.
El 25 de noviembre, las tres legendarias artistas llegan con su show "Las Tres Grandes" al Auditorio Nacional de México, logrando un lleno total reuniendo a más de 10 000 personas, ofreciendo un majestuoso espectáculo para oficialmente presentar frente a sus seguidores este gran proyecto de Primera Fila.
En 2016, reciben Disco de oro por las altas ventas de este exitoso proyecto, otorgado por Sony Music. Continuando con una gira de promoción con llenos totales por toda la república mexicana, regresando al Auditorio Nacional en la Ciudad de México, en el Auditorio TelMex de Guadalajara, Jalisco y el Auditorio Banamex de Monterrey, Nuevo León.
En la 17.ª Entrega del Grammy Latino, reciben nominación en la categoría mejor video musical, versión larga.
El 25 de enero de 2022 Tania dio un concierto en el Jubilee Stage de la Expo 2020 Dubái y otro más el 30 de enero como parte Las Tres Grandes; ambos conciertos formaron parte del programa cultural del pabellón de México.

## Reconocimientos
Tania Libertad además de su calidad, virtuosismo vocal y pasión ha demostrado su compromiso con las luchas y los ideales del ser humano, con el amor por la vida. Razón por la cual ha sido nombrada “Artista de la UNESCO por la paz”, también ha sido condecorada por el gobierno del Perú, con el grado de “Comendadora” y por el gobierno de Brasil con la orden de “Río Branco”. En 2010 recibió la condecoración “Señor de Sipán”, máximo galardón que cede el Gobierno Regional de Lambayeque a las personas sobresalientes en el país y el extranjero.
Ha sido nombrada además Embajadora Iberoamericana de la Cultura por la Secretaría General Iberoamericana, en Madrid. Igualmente, ha recibido la Medalla de Lima en marzo de 2010, y ese mismo mes fue reconocida como Hija Predilecta de la ciudad de Zaña. Luego, en mayo del mismo año, fue nombrada Huésped Ilustre de la ciudad de
Buenos Aires, junto al cantante brasileño Caetano Veloso. Y en enero de 2011 ha sido distinguida como Huésped Ilustre de la Municipalidad Provincial de Arequipa.
En 2009, fue distinguida con el Grammy Latino a la Excelencia Musical en el Hotel Mandalay Bay de Las Vegas. Este importante premio es otorgado por votación del Consejo Directivo de La Academia Latina de la Grabación a artistas que han realizado contribuciones creativas de excepcional importancia artística en el campo de la grabación.

## Discografía
Los álbumes de la cantante son los siguientes:
| - Con La Orquesta de Andrés de Colbert (1966) - Mejor que nunca (1967) - Soy peruana (1968) - Despertar (1970) - En primer plano (1971) - La contamanina (1972) - La dulce voz de Tania Libertad (1973) - Concierto en la voz de Tania Libertad (1974) - El mismo puerto: interpreta a Juan Gonzalo Rosé (1977) - Hits - Hits, vol. II - Alguien cantando (1982, Polygram) - Lo inolvidable de Chabuca Granda (1983, Polygram) - Como una campana de cristal (1984, Polygram) - Boleros (1985, Polygram) - Nuevamente... boleros (1986, Polygram) - Me voy pa' la pachanga (1986, Polygram) - Éxitos, vol. 1 (1987, Polygram) - Éxitos, vol. 2 (1987, Polygram) - Trovadicción (1987, NGS) - Háblame de boleros (1988, NGS) - Trovadicción (1989, Sony Music) - Mucho corazón (1989, Sony Music) - Alfonsina y el mar (1989, Sony Music) - Razón de vivir (1989, Sony Music) (con Djavan Zimbo Trio) - Tania canta a José Alfredo Jiménez (1990, Sony Music) (Dueto con Vicente Fernández) - Boleros hoy (1991, Sony Music) (Duetos con Armando Manzanero, Miguel Bosé, Iván Lins y Azúcar Moreno) - México lindo y querido (1991, Sony Music) | * Personalidad (1994, Sony Music) - África en América (1994, Sony Music) - Amar amando (1995, Sony Music) - Tania y su sabrosa Libertad (1996, Polygram) - Himno al amor (1997, Producciones Fonográficas, S.A.) - La Libertad de Manzanero (1998, Sony Music) - Tómate esta botella conmigo (1998, Polygram) - Blue Note, Live in New York (1998, Polygram) - Armando la Libertad (1998, Azteca Music) - La vida, ese paréntesis (1998, Mulata Records) (con Joan Manuel Serrat y Willie Colón) - Mujeres apasionadas (2000, Sony Music) - Arias de ópera, ¿y... por qué no? (2000, Circo 13) - Costa negra (2001, Circo 13) - Alfonsina Y el mar. XX años (2003, Circo 13) - Negro color (2004, Circo 13) - La más completa colección (2005, Universal Music) - Tania voz en vivo (2006, Universal Music) - La vida, ese paréntesis, Edición Especial (2009, Circo 13) - Tania 50 años de Libertad (2012, Sony Music) - Manzanero a tres pistas (2013, Sony Music) - Desarmando a Tania (2014, Sony Music) - Por ti y por mí (2015, Sony Music) - Las tres grandes: primera fila (2016, Sony Music) (con Guadalupe Pineda y Eugenia León) - José Alfredo y yo (2017, Sony Music) - Tania con toda Libertad (En vivo desde el Teatro de la Ciudad) (2023, Talismán Producciones / Orfeón VideoVox) |

### Colectivos
- 1983 - Canción para el pequeño día
- 1984 - Tercer festival de la nueva canción latinoamericana
- 1984 - Está valiendo... el corazón
- 1988 - 18. Festival des politischen Liedes
- 1988 - Mujeres, Amparo Ochoa y Betsy Pecanins
- 1990 - Canción con todos
- 1990 - Solidaridad
- 1990 - Siempre fiel
- 1992 - Boleroz, voz y sentimiento
- 1996 - Guitarra, voz y sentimiento
- 1997 - Piano, voz y dentimiento
- 1998 - Las cosas por algo son
- 1998 - Un secreto a voces
- 1998 - Un mundo una esperanza Acoplado sobre VIH/sida con el tema Síndrome de amor.[41]
- 2000 - Mexican Divas, vol. 2
- 2003 - Querido Pablo
- 2005 - Dúos del alma
- 2006 - Sonora Santanera, Nuestro aniversario
- 2006 - Superestrellas En Navidad
- 2013 - Manual para olvidados
- 2014 - Antología desordenada
- 2015 - Caricia urgente
- 2016 - México se pinta de luz
- 2016 - Rocío Dúrcal, duetos